# Mistrzostwa Ameryki Południowej w Lekkoatletyce 2006
44. Mistrzostwa Ameryki Południowej w Lekkoatletyce – zawody lekkoatletyczne, które odbyły się w dniach 29 września-1 października 2006 w Tunji.

## Rezultaty

### Mężczyźni
| Konkurencja                   | 1. miejsce                                                                                 | Wynik      | 2. miejsce                                                                        | Wynik      | 3. miejsce                                                                            | Wynik      |
| ----------------------------- | ------------------------------------------------------------------------------------------ | ---------- | --------------------------------------------------------------------------------- | ---------- | ------------------------------------------------------------------------------------- | ---------- |
| Bieg na 100 m                 | Daniel Grueso                                                                              | 10,50      | Kael Becerra                                                                      | 10,50      | José Carlos Moreira                                                                   | 10,51      |
| Bieg na 200 m                 | Basílio de Moraes                                                                          | 20,70      | Daniel Grueso                                                                     | 20,99      | Heber Viera                                                                           | 21,10      |
| Bieg na 400 m                 | Sanderlei Parrela                                                                          | 46,19      | Eduardo Vasconcelos                                                               | 46,65      | Javier Mosquera                                                                       | 46,88      |
| Bieg na 800 m                 | Fabiano Peçanha                                                                            | 1:49,55    | Hudson de Souza                                                                   | 1:49,97    | John Chávez                                                                           | 1:51,81    |
| Bieg na 1500 m                | Hudson de Souza                                                                            | 3:46,98    | Freddy Espinoza                                                                   | 3:50,82    | Bayron Piedra                                                                         | 3:54,48    |
| Bieg na 5000 m                | Juan Diego Contreras                                                                       | 14:59,86   | Bayron Piedra                                                                     | 15:00,00   | Eduardo Arequipa                                                                      | 15:00,70   |
| Bieg na 10 000 m              | Jacinto López                                                                              | 31:41,01   | Juan Diego Contreras                                                              | 31:41,58   | Jason Gutiérrez                                                                       | 31:44,25   |
| Bieg na 3000 m z przeszkodami | Sergio Lobos                                                                               | 9:15,42    | Diego Moreno                                                                      | 9:21,28    | Gládson Barbosa                                                                       | 9:22,51    |
| Bieg na 110 m przez płotki    | Paulo Villar                                                                               | 13,62      | Anselmo da Silva                                                                  | 13,78      | Mateus Facho Inocêncio                                                                | 13,84      |
| Bieg na 400 m przez płotki    | Tiago Bueno                                                                                | 49,96      | Luis Montenegro                                                                   | 50,17      | Raphael Fernandes                                                                     | 50,49      |
| Sztafeta 4 × 100 m            | Brazylia Eliezer de Almeida · Basílio de Moraes · Vicente de Lima · José Carlos Moreira    | 39,03      | Kolumbia Harlin Echevarría · Eduard Mena · Álvaro Gómez · Paulo Villar            | 40,17      | Argentyna José Manuel Garaventa · Gustavo Aguirre · Iván Altamirano · Mariano Jiménez | 40,47      |
| Sztafeta 4 × 400 m            | Brazylia Fernando de Almeida · Sanderlei Parrela · Eduardo Vasconcelos · Raphael Fernandes | 3:03,05    | Kolumbia Geiner Mosquera · Amílcar Torres · Javier Mosquera · Juan Pablo Maturana | 3:06,49    | Wenezuela Josner Rodríguez · José Céspedes · Víctor Solarte · Roberto Lineros         | 3:10,43    |
| Chód na 20 000 m              | Gustavo Restrepo                                                                           | 1:28:12,00 | Xavier Moreno                                                                     | 1:29,50,20 | Patricio Ortega                                                                       | 1:35:29,10 |
| Skok wzwyż                    | Jessé de Lima                                                                              | 2,28       | Gilmar Mayo                                                                       | 2,20       | Fábio Baptista Santiago Guerci                                                        | 2,13       |
| Skok o tyczce                 | Germán Chiaraviglio                                                                        | 5,40 =     | Javier Benítez                                                                    | 5,35       | Fábio Gomes                                                                           | 5,20       |
| Skok w dal                    | Rogério Bispo                                                                              | 8,32       | Louis Tristán                                                                     | 8,09       | Rodrigo Araújo                                                                        | 8,05       |
| Trójskok                      | Hugo Chila                                                                                 | 16,68      | Thiago Carahyba Dias                                                              | 16,57      | Jhon Murillo                                                                          | 16,33      |
| Pchnięcie kulą                | Germán Lauro                                                                               | 18,97      | Marco Antonio Verni                                                               | 18,62      | Carlos Jovanny García                                                                 | 17,83      |
| Rzut dyskiem                  | Jorge Balliengo                                                                            | 60,19      | Ronald Julião                                                                     | 57,82      | Gustavo Mendonça                                                                      | 51,15      |
| Rzut młotem                   | Juan Ignacio Cerra                                                                         | 71,20      | Patricio Palma                                                                    | 67,30      | Wagner Domingos                                                                       | 67,27      |
| Rzut oszczepem                | Noraldo Palacios                                                                           | 79,09      | Víctor Fatecha                                                                    | 76,79      | João Carlos Martins                                                                   | 75,26      |
| Dziesięciobój                 | Carlos Chinin                                                                              | 7208 pkt.  | Eric Kerwitz                                                                      | 7188 pkt.  | Enrique Aguirre                                                                       | 6683 pkt.  |

### Kobiety
| Konkurencja                   | 1. miejsce                                                                                      | Wynik      | 2. miejsce                                                                              | Wynik      | 3. miejsce                                                                | Wynik      |
| ----------------------------- | ----------------------------------------------------------------------------------------------- | ---------- | --------------------------------------------------------------------------------------- | ---------- | ------------------------------------------------------------------------- | ---------- |
| Bieg na 100 m                 | Rosemar Coelho Neto                                                                             | 11,53      | Yomara Hinestroza                                                                       | 11,72      | Darlenys Obregón                                                          | 11,72      |
| Bieg na 200 m                 | Rosemar Coelho Neto                                                                             | 23,44      | Darlenys Obregón                                                                        | 23,58      | Vanda Gomes                                                               | 23,76      |
| Bieg na 400 m                 | Lucimar Teodoro                                                                                 | 53,31      | Perla Regina dos Santos                                                                 | 53,82      | María Alejandra Idrobo                                                    | 53,94      |
| Bieg na 800 m                 | Christiane Ritz                                                                                 | 2:10,15    | Muriel Coneo                                                                            | 2:14,13    | Diana Armas                                                               | 2:18,67    |
| Bieg na 1500 m                | Juliana Paula de Azevedo                                                                        | 4:33,74    | Ana Joaquina Rondón                                                                     | 4:37,03    | Muriel Coneo                                                              | 4:55,24    |
| Bieg na 5000 m                | Bertha Sánchez                                                                                  | 17:16,39   | Ana Joaquina Rondón                                                                     | 17:17,11   | Rosa Apaza                                                                | 17:18,31   |
| Bieg na 10 000 m              | Bertha Sánchez                                                                                  | 37:36,16   | Ednalva da Silva                                                                        | 37:37,47   | Rosa Apaza                                                                | 37:38,12   |
| Bieg na 3000 m z przeszkodami | Bertha Sánchez                                                                                  | 10:48,44   | Zenaide Vieira                                                                          | 10:56,16   | Michelle Barreto de Costa                                                 | 11:34,53   |
| Bieg na 100 m przez płotki    | Maíla Machado                                                                                   | 13,28      | Francisca Guzmán                                                                        | 13,83      | Gilveneide de Oliveira                                                    | 14,06      |
| Bieg na 400 m przez płotki    | Lucimar Teodoro                                                                                 | 58,16      | Perla dos Santos                                                                        | 58,40      | Lucy Jaramillo                                                            | 58,93      |
| Sztafeta 4 × 100 m            | Brazylia Rosemar Coelho Neto · Lucimar de Moura · Vanda Gomes · Maíla Machado                   | 44,72      | Kolumbia Shirley Aragón · Darlenys Obregón · Yomara Hinestroza · María Alejandra Idrobo | 44,78      | Ekwador Erika Chávez · Victoria Quiñonez · Mayra Pachito · Lucy Jaramillo | 47,47      |
| Sztafeta 4 × 400 m            | Brazylia Juliana Paula de Azevedo · Perla Regina dos Santos · Lucimar Teodoro · Sheila Ferreira | 3:32,56    | Kolumbia María Alejandra Idrobo · Muriel Coneo · Princesa Oliveros · Shirley Aragón     | 3:37,12    | Ekwador Lucy Jaramillo · Diana Armas · Erika Chávez · Karina Caicedo      | 3:47,58    |
| Chód na 20 000 m              | Yadira Guamán                                                                                   | 1:46:06,70 | Luz Villamarín                                                                          | 1:46:40,30 | Magali Andrade                                                            | 1:46:40,40 |
| Skok wzwyż                    | Caterine Ibargüen                                                                               | 1,90       | Solange Witteveen                                                                       | 1,82       | Eliana Renata da Silva                                                    | 1,82       |
| Skok o tyczce                 | Fabiana Murer                                                                                   | 4,47       | Carolina Torres                                                                         | 4,25       | Alejandra García                                                          | 4,00       |
| Skok w dal                    | Maurren Maggi                                                                                   | 6,86       | Caterine Ibargüen                                                                       | 6,51       | Fernanda Gonçalves                                                        | 6,36       |
| Trójskok                      | Tânia da Silva                                                                                  | 13,92      | Caterine Ibargüen                                                                       | 13,91      | Fabrícia da Silva                                                         | 13,39      |
| Pchnięcie kulą                | Elisângela Adriano                                                                              | 17,37      | Andréa Maria Pereira                                                                    | 16,27      | Luz Dary Castro                                                           | 16,26      |
| Rzut dyskiem                  | Elisângela Adriano                                                                              | 56,18      | Luz Dary Castro                                                                         | 48,88      | Karen Gallardo                                                            | 48,75      |
| Rzut młotem                   | Jennifer Dahlgren                                                                               | 69,07      | Johana Moreno                                                                           | 64,94      | Katiuscia de Jesus                                                        | 64,58      |
| Rzut oszczepem                | Alessandra Resende                                                                              | 58,11      | Zuleima Araméndiz                                                                       | 55,60      | Sabina Moya                                                               | 54,52      |
| Siedmiobój                    | Elizete da Silva                                                                                | 5612 pkt.  | Jailma de Lima                                                                          | 5348 pkt.  | Andrea Bordalejo                                                          | 5015 pkt.  |

## Klasyfikacja medalowa
Kolorem niebieskim oznaczono kraj organizujący mistrzostwa.
| Miejsce | Państwo   | Złoto | Srebro | Brąz | Razem |
| ------- | --------- | ----- | ------ | ---- | ----- |
| 1.      | Brazylia  | 26    | 11     | 17   | 54    |
| 2.      | Kolumbia  | 9     | 18     | 10   | 37    |
| 3.      | Argentyna | 5     | 3      | 5    | 13    |
| 4.      | Ekwador   | 2     | 2      | 7    | 11    |
| 5.      | Chile     | 1     | 6      | 1    | 8     |
| 6.      | Peru      | 1     | 3      | 0    | 4     |
| 7.      | Paragwaj  | 0     | 1      | 0    | 1     |
| 8.      | Boliwia   | 0     | 0      | 3    | 3     |
| 9.      | Urugwaj   | 0     | 0      | 1    | 1     |
| 9.      | Wenezuela | 0     | 0      | 1    | 1     |
| Razem   | Razem     | 44    | 44     | 45   | 133   |